# Habiba Sarobi

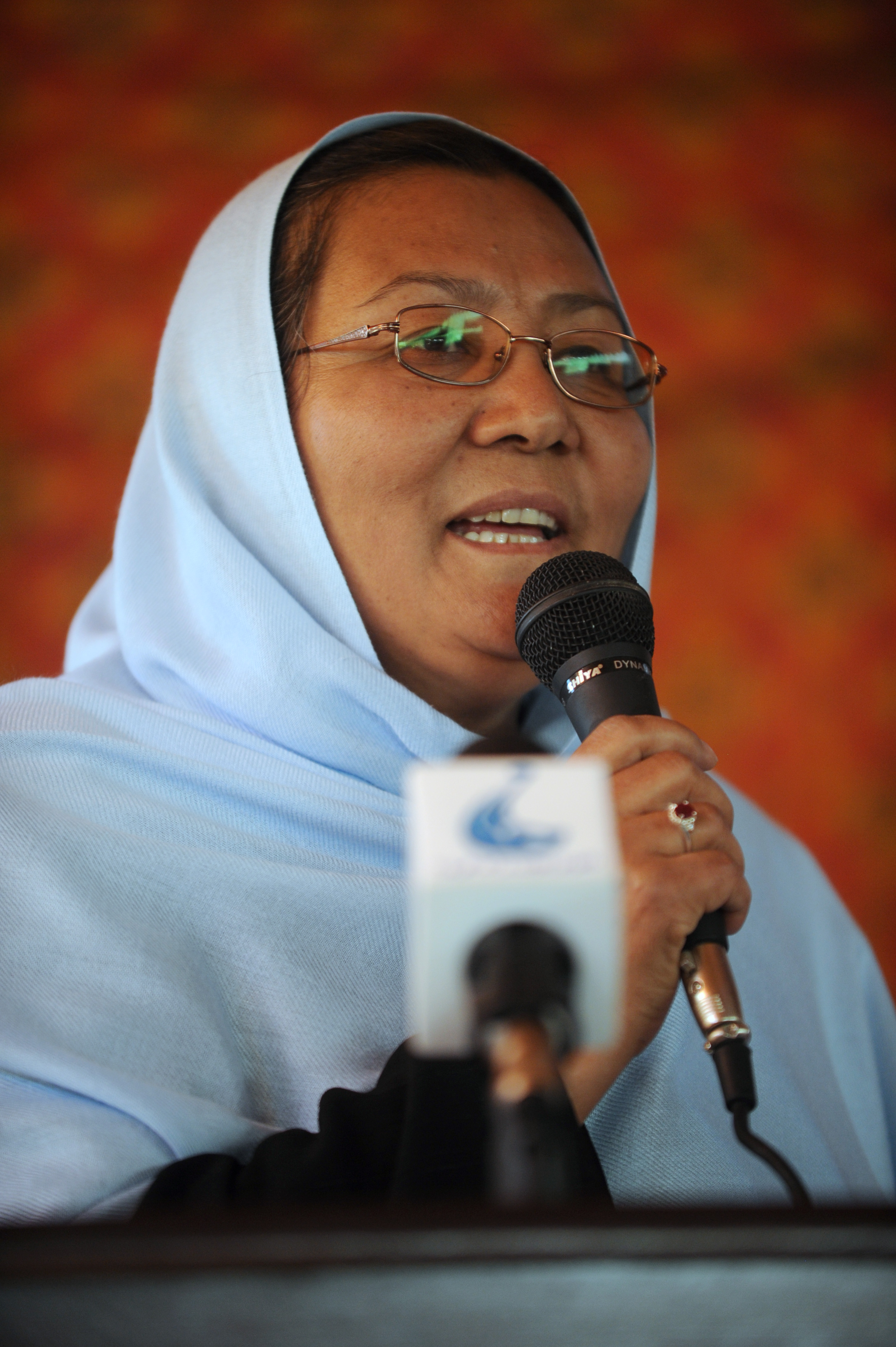
Habiba Sarobi som guvernör i Bamyan, april 2011.

Habiba Sarobi, född 1956 i Mazar-e Sharif, Afghanistan, är en afghansk hematolog och politiker. Hon tillhör folkgruppen hazarer.

## Biografi
Sarobi tillbringade sin ungdom med att resa omkring i landet med sin far. Hon flyttade senare till Kabul för att gå igenom high school och läsa medicin vid universitetet. Efter examen tilldelades hon ett stipendium från Världshälsoorganisationen och flyttade till Indien för att slutföra sina studier i hematologi.
Under talibanregimen i Afghanistan var Sarobi och hennes barn flyktingar i Peshawar i Pakistan, men återvände ofta i hemlighet. Hennes man blev kvar i Kabul för att ta hand om sin familj. Hon arbetade under jord som lärare för flickor, både i hemlighet i Afghanistan och i läger för afghanska flyktingar i Pakistan. År 1998 arbetade hon vid Afghan Institute of Learning och blev så småningom chef för hela organisationen.
År 2005 utsågs hon till guvernör i Bamiyanprovinsen av president Hamid Karzai, som gjorde henne till den första afghanska kvinnan att bli guvernör i någon av landets provinser. Hon var 2002-2004 Afghanistans minister för kvinnofrågor samt minister för kultur och utbildning. Sarobi har i dessa roller varit avgörande för att främja kvinnors rättigheter och representation och miljöfrågor.
Som guvernör för Bamyan 2005-2013 har Sarobi meddelat att turismen som inkomstkälla är ett av hennes viktiga mål. Provinsen har historiskt varit ett centrum för buddhistisk kultur och var platsen för Buddhas i Bamyan, de två antika statyer som förstörts av talibanerna innan USA:s invasion av Afghanistan. Men fortfarande är Bamyan emellertid en av de fattigaste och mest underutvecklade provinser i Afghanistan, med en litania av problem, bland annat hög grad av analfabetism och fattigdom.
År 2008 hade Time Magazine Sarobi på sin lista över årets Miljöhjältar delvis för hennes insatser för att etablera Nationalparken Band-e Amir.